# Lefkótopos
Lefkótopos, en grec moderne : Λευκότοπος, est un village du dème de Bisaltie, district régional de Serrès, en Macédoine-Centrale, Grèce.
Selon le recensement de 2011, la population du village s'élève à 311 habitants.